# Craugastor nefrens
Craugastor nefrens is een kikker uit de familie Craugastoridae. De soort komt voor in Guatemala maar zou waarschijnlijk ook in Honduras voorkomen.